# Gorgonzola (Italia)
Gorgonzola es una localidad y comune italiana de la provincia de Milán, región de Lombardía, con 19.170 habitantes.

## Evolución demográfica
| Gráfica de evolución demográfica de Gorgonzola entre 1861 y 2001 |
|                                                                  |
| Fuente ISTAT - elaboración gráfica de Wikipedia                  |